# Quebrada La Abuela
Quebrada La Abuela es un caserío peruano ubicado en el distrito de Sullana, perteneciente a la provincia homónima del departamento de Piura, al norte del Perú. 

## Ubicación
Quebrada La Abuela se ubica al oeste de la provincia de Sullana, en el distrito homónimo, en el departamento de Piura. 

## Demografía
En 2017 Quebrada La Abuela tenía una población de 217 habitantes.